# Augustin Emane
Pour les articles homonymes, voir Emane.
Augustin Emane, né le 15 novembre 1963 à Lambaréné, est un écrivain gabonais. Il est également enseignant, universitaire, juriste, spécialiste de la protection sociale et des questions de santé, docteur en droit et titulaire d'une habilitation à diriger des recherches.
Son livre, Docteur Schweitzer une icône africaine,, lui a valu, en 2013, le grand prix littéraire d'Afrique noire.

## Biographie
Augustin Emane est né à l'hôpital Schweitzer de Lambaréné au Gabon.
Il a étudié au Collège Raponda Walker de Port Gentil puis à l'université de Libreville dans le domaine du droit. Il va en France et plus précisément à l'université de Nantes pour pouvoir soutenir sa thèse en 1992 au sujet de la sécurité sociale au Gabon. Il a été successivement chargé d'enseignement à l'université de Nantes (1992-1995) puis maître de conférences à la faculté de droit de l'université de Clermont-1.
Il est depuis 2002, maître de conférences à la faculté de droit de Nantes où il enseigne le droit de la protection sociale et des contrats civils et commerciaux. En 2005-2006, il a été membre du Collège scientifique de Berlin. Il est intervenu à la (Deutsche Richter Akademie), l'Académie allemande de la magistrature de Trèves dans le cadre d’un séminaire portant sur la protection sociale en Europe. Il participe depuis 2007 à l’organisation en Afrique d’un séminaire doctoral portant sur les questions de santé en Afrique dans le cadre d’un partenariat euro-africain financé par la Fondation Volkswagen et par la Fondation allemande pour la recherche.
Il est membre correspondant de l'Institut d'études avancées de Nantes, chargé des activités scientifiques et culturelles, et membre du conseil scientifique du Centre de recherches sur les savoirs locaux Point Sud de Bamako.

## Œuvres
- Docteur Schweitzer, une icône africaine, Paris, Fayard, avril 2013, 282 p. (ISBN 978-2-213-67254-0) — Grand prix littéraire d'Afrique noire (2013)[7].